# The Question Is What Is the Question?
The Question Is What Is the Question is een nummer van de Duitse danceact Scooter uit 2007. Het is de eerste single van hun dertiende studioalbum Jumping All Over the World.
Het jumpstylenummer werd vooral in Duitsland, Oostenrijk, Finland en Hongarije een grote hit. In Duitsland haalde het de 5e positie. In Nederland was het nummer met een 14e positie in de Tipparade niet zeer succesvol.